# Баракаївська
Баракаївська — станиця в Мостовському районі Краснодарського краю. Входить у Губське сільське поселення.
Станиця розташована у верхів'ях річки Губс (сточище Лаби) в гірсько-лісовій зоні, за 24 км південно-західіше селища Мостовський.